# راونا (کنگاژواتس)
راونا (به صربی: Ravna) یک منطقهٔ مسکونی در صربستان است.